# Lamborghini Aventador
Lamborghini Aventador – supersamochód klasy wyższej produkowany pod włoską marką Lamborghini w latach 2011–2022.

## Historia i opis modelu

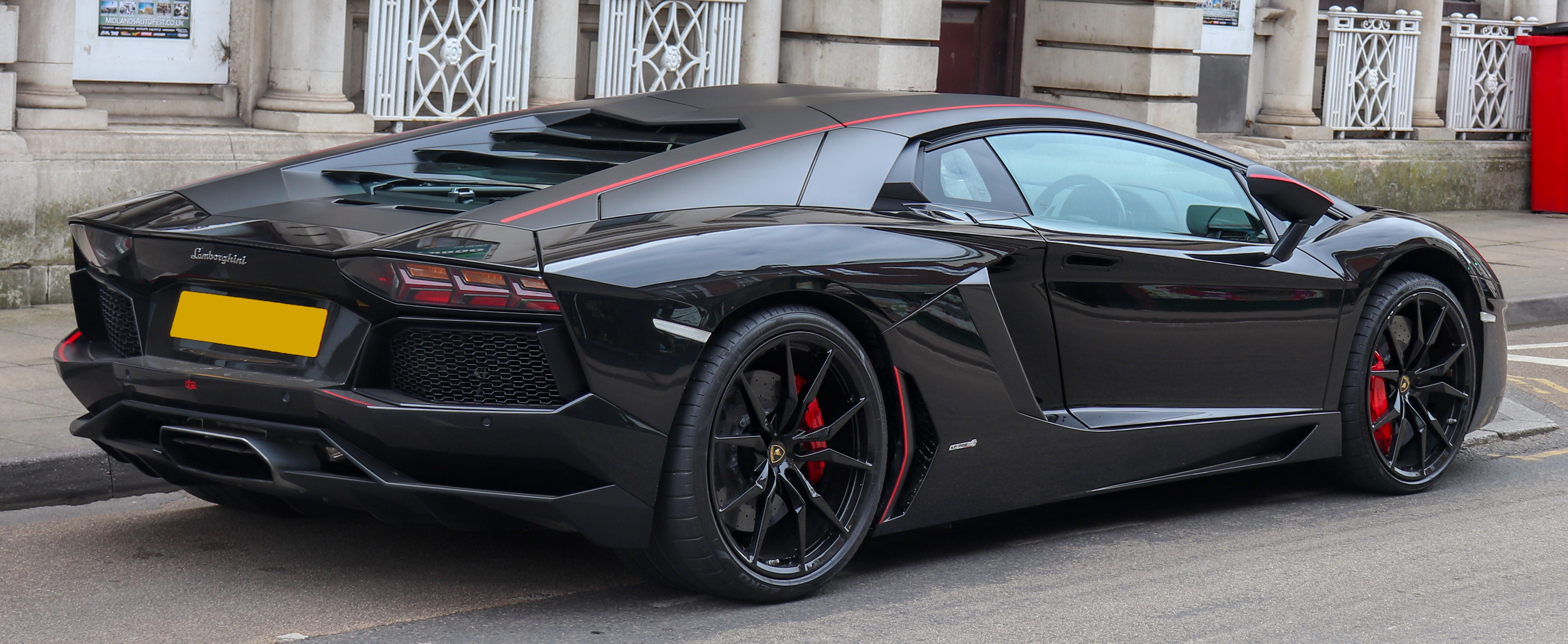
Lamborghini Aventador - tył

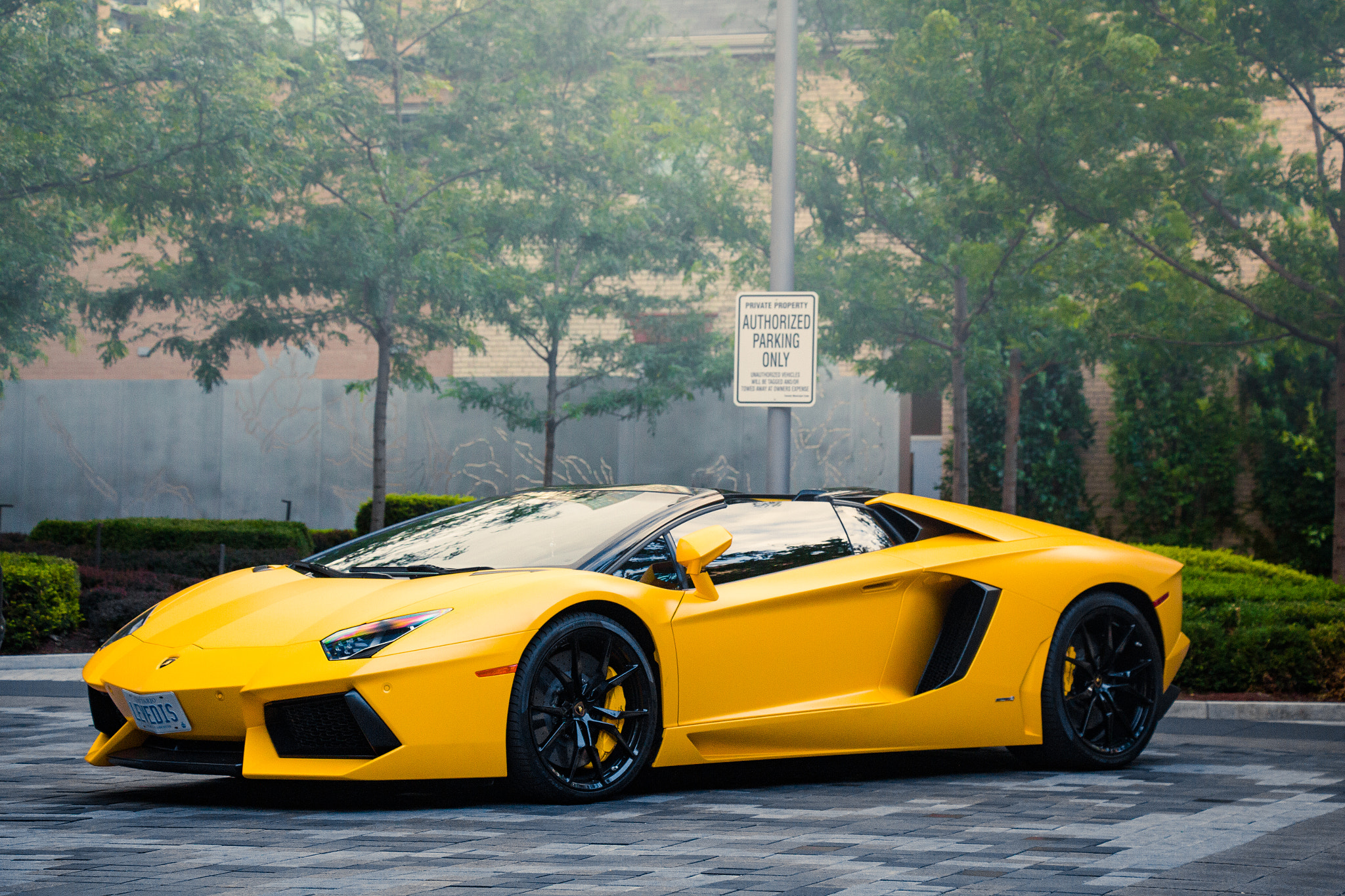
Lamborghini Aventador Roadster

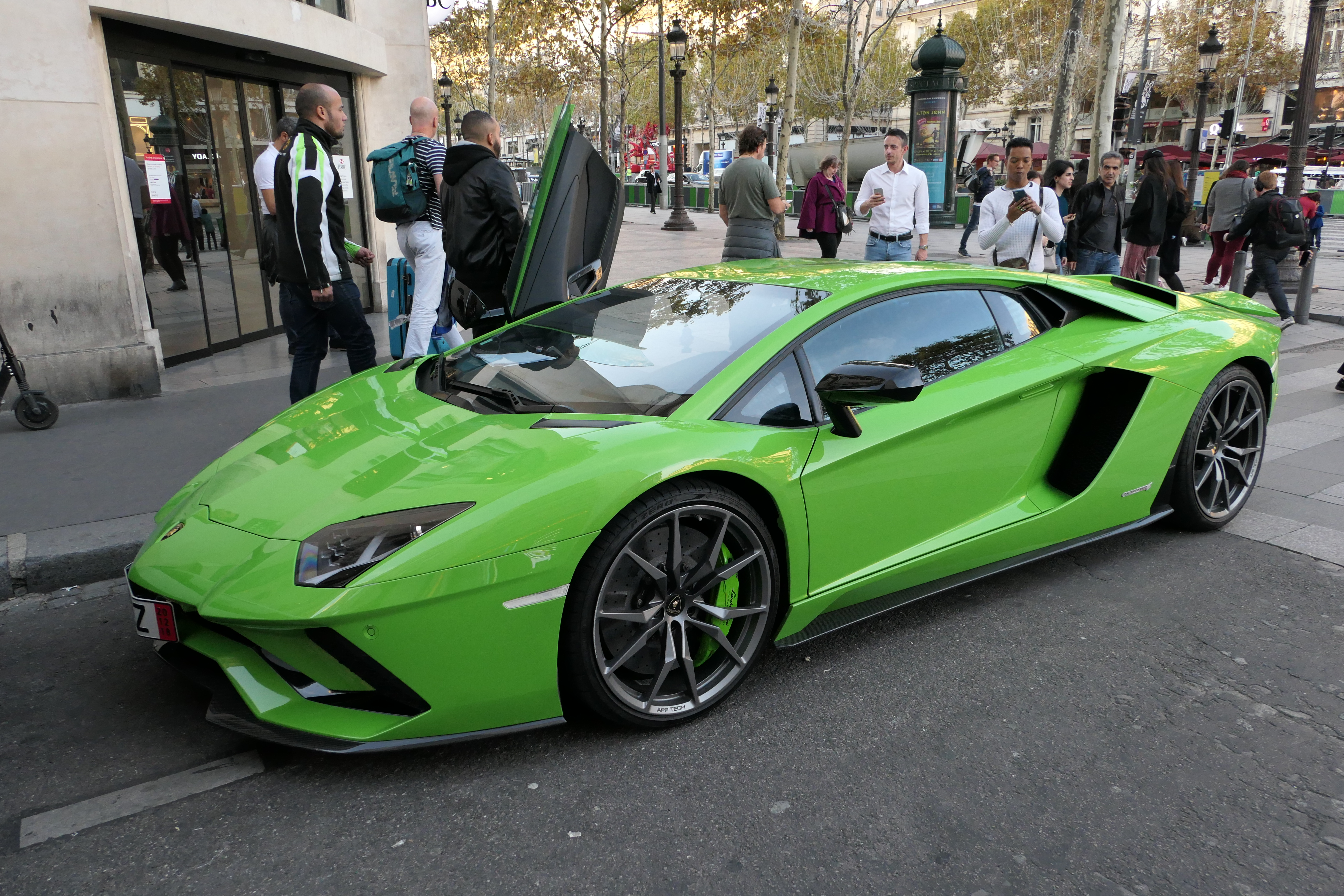
Lamborghini Aventador S po liftingu

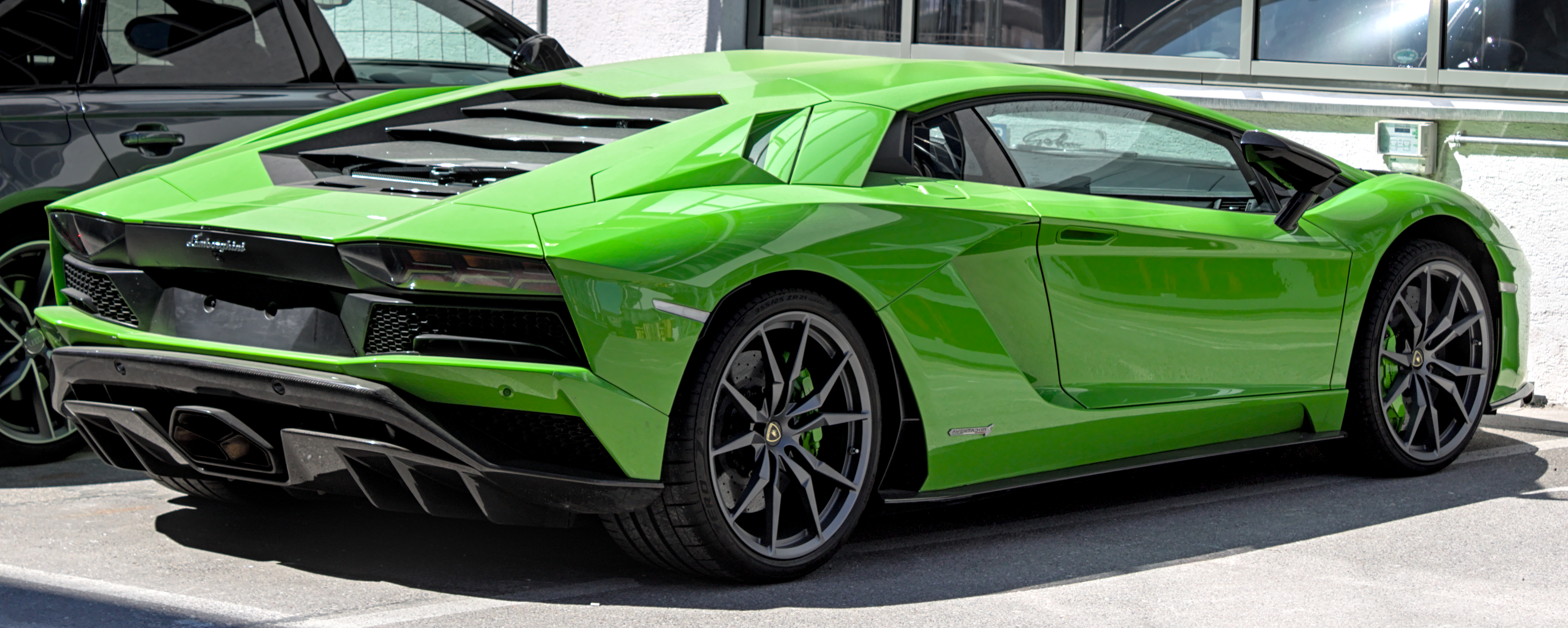
Lamborghini Aventador S - tył po liftingu

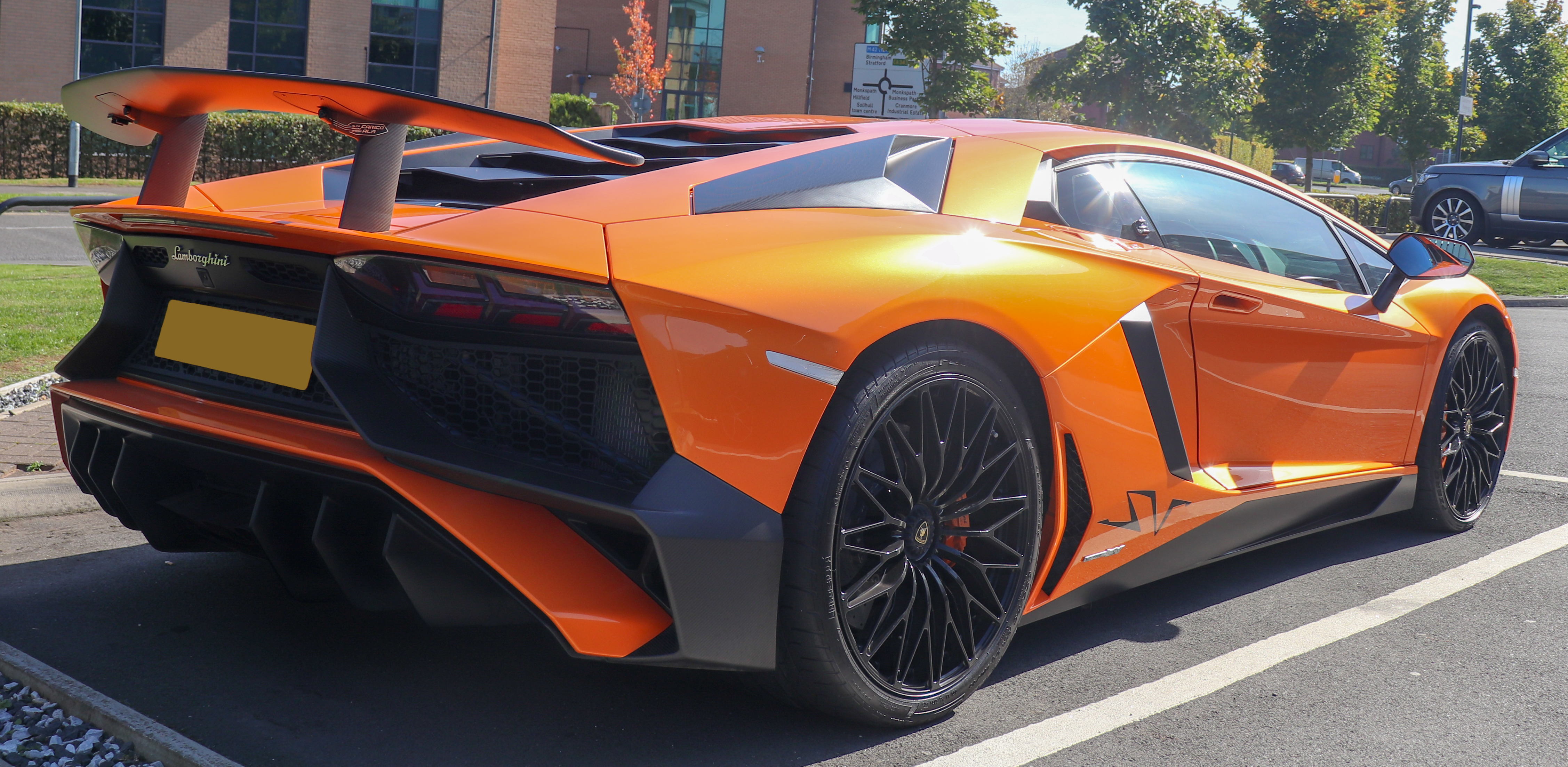
Lamborghini Aventador LP 750-4 SV

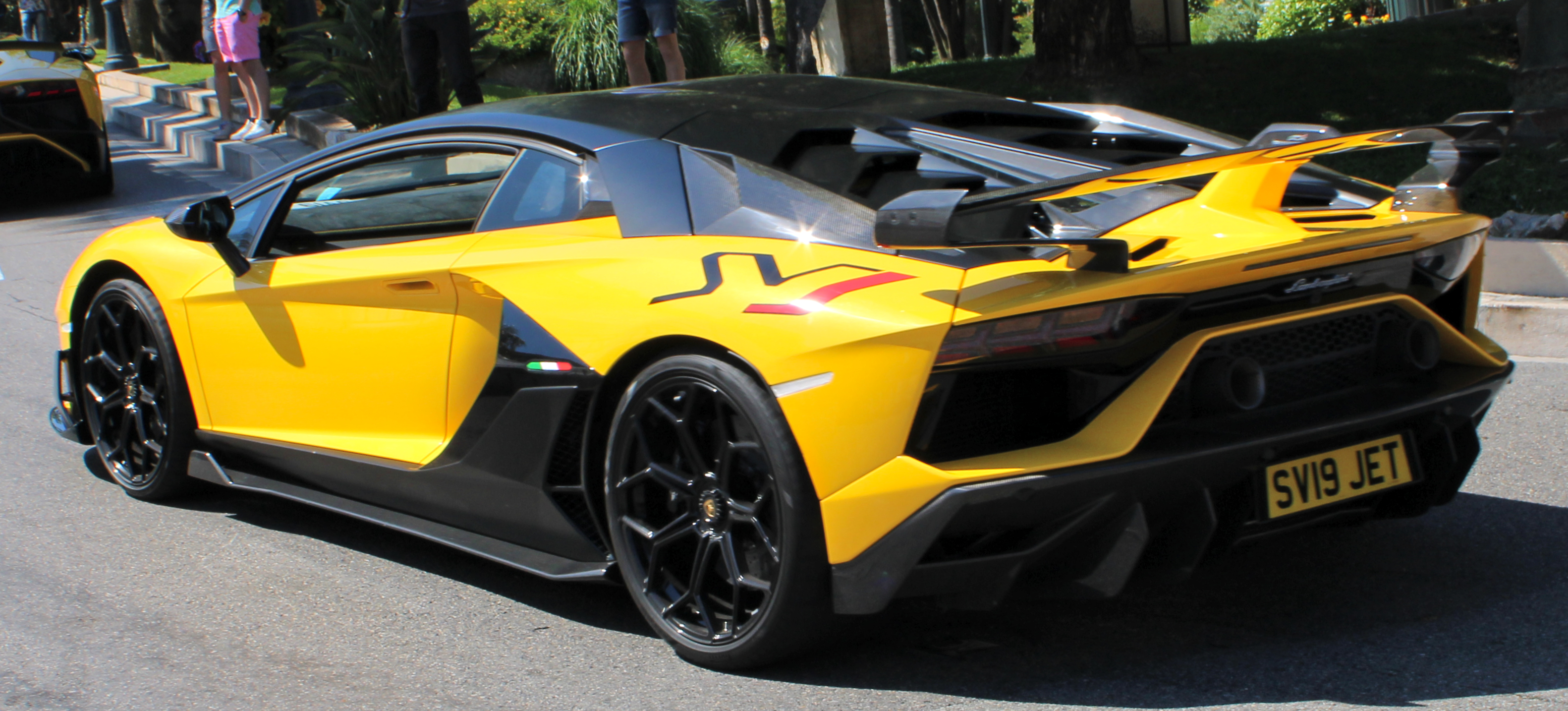
Lamborghini Aventador SVJ

Aventador został zaprezentowany publicznie przez włoską firmę Lamborghini 28 lutego 2011 roku na Międzynarodowym Salonie Samochodowym w Genewie, pięć miesięcy po pierwszej prezentacji w Sant’Agata Bolognese. Aventador (oznaczenie wewnętrzne Lamborghini LB834) został stworzony jako następca dla produkowanego przez dziesięć lat modelu Murciélago i zarazem nowy sztandarowy pojazd włoskiego producenta na rok 2011. Wkrótce po zaprezentowaniu, Lamborghini ogłosiło, że przyjęto zamówienia na nowe samochody, których realizacja zajmie 12 miesięcy, do nabywców pojazdy zaczęły trafiać w połowie 2011. Cena detaliczna wynosi 255 000 € na rynku europejskim, 220 900 £ na terenie Wielkiej Brytanii oraz 399 700 $ w Stanach Zjednoczonych.
Podobnie jak w przypadku wcześniejszych modeli Lamborghini, nazwa nawiązuje do rytualnych walk byków – korridy. Samochód dzieli nazwę z wielokrotnie zwyciężającym hiszpańskim bykiem. Hodowany przez Don Celestino Cuadri Vides (nosił numer 32) brał udział w walkach organizowanych w Saragossie, co w roku 1993 przyniosło mu trofeum “Trofeo de la Peña La Madroñera”. Zabił matadora Emilio Muñoz..
Planowany poziom produkcji wynosi 4000 egzemplarzy. Powstało tylko osiem form odlewniczych służących do wykonywania samonośnego nadwozia z włókien węglowych, każda pozwala na wykonanie około 500 nadwozi.

### Dane techniczne
Do napędu Aventadora LP700-4 użyto nowej jednostki V12 o rozwarciu cylindrów równym 60° i pojemności skokowej 6498 cm³. Silnik nosi wewnętrzne oznaczenie L539, jest to czwarty motor konstrukcji Lamborghini (drugi V12).
Za przeniesienie napędu odpowiada jednosprzęgłowa 7-biegowa przekładnia półautomatyczna zaprojektowana przez Graziano Trasmissioni.
Nowy w pełni elektronicznie sterowany układ napędu AWD pochodzi od szwedzkiej firmy Haldex Traction, jest to czwarta generacja ich wyrobu.

### Silnik
Źródło:
- 60° V12 6,5 l (6498 cm³), 4 zawory na cylinder, DOHC
- Układ zasilania: wtrysk wielopunktowy
- Średnica cylindra × skok tłoka: 95,00 mm × 76,40 mm
- Stopień sprężania: 11,8:1
- Moc maksymalna: 700 KM (515 kW) przy 8250 obr./min
- Maksymalny moment obrotowy: 690 N•m przy 5500 obr./min

### Osiągi
- Przyspieszenie 0-100 km/h: 2,9 s
- Prędkość maksymalna: 350 km/h
- Średnie zużycie paliwa: 14,2 l/100 km
- Emisja CO2: 398 g/km

### Odbiór
31 lipca 2011 Lamborgini Aventador został zrecenzowany przez program motoryzacyjny Top Gear. Prowadzący Richard Hammond był pod wrażeniem właściwości jezdnych modelu. Jako największą bolączkę określił zbyt łatwe prowadzenie oraz brak dreszczyku niebezpieczeństwa, który był charakterystyczny dla poprzedniego modelu. Po przeprowadzonym teście na torze testowym został oznaczony przez brytyjski program jako 3 najszybszy samochód na świecie, uzyskując wynik 1:16.5, tym samym pobił rekord czasu przejazdu takich super aut jak wartego 2 000 000 $ Bugatti Veyrona Super Sport, Ferrari Enzo czy Porsche 911 GT3. W pierwszym odcinku 18 serii współprowadzący Jeremy Clarkson stwierdził, że Aventador jest dobrą alternatywą dla  Ferrari 458 Italia, równocześnie Aventador został uznany za najlepszy samochód w 2011 r.

### LP760-4 Dragon Edition
LP760-4 Dragon Edition to samochód sportowy należący do autosegmentu G+. Pojazd jest dziełem firm Lamborghini i firmy tuningowej Oakley Design. Silnik pojazdu został wzmocniony do 760 KM. Moment obrotowy wynosi 782,6 Nm. Powstanie tylko 10 egzemplarzy. Samochód posiada nowy przedni zderzak i tylne skrzydło. Z 10 egzemplarzy wymienione elementy otrzyma tylko 1 egzemplarz.

### Silnik
- Typ: V12, 60°, L539
- Rozrząd: DOHC
- Zawory: 48
- Liczba zaworów na cylinder: 4
- Pojemność silnika: 6498 cm³
- Moc: 760 KM
- Moment obrotowy: 782,6 Nm

### Hamulce koła i opony
- Przednie hamulce: Tarczowe, wentylowane, ceramiczne
- Średnica przednich hamulców: 400 mm
- Tylne hamulce:  Tarczowe, wentylowane, ceramiczne
- Średnica tylnych hamulców: 380 mm
- Opony przednie: 255/35 R 19
- Opony tylne: 355/30 R20
- Przednie koła: 9,5 x 19 cali HRE
- Tylne koła: 12,5 x 20 cali HRE

### LP720-4 50° Anniversario
W 2013 roku na salonie samochodowym w Szanghaju włoski producent zaprezentował specjalną wersję sztandarowego modelu specjalnie na 50-lecie. W porównaniu do standardowego modelu, Lamborghini Aventador LP720-4 50 Anniversario dostał wzmocniony o 20 KM silnik. Teraz pod maską pracuje 6,5-litrowy silnik V12 o mocy 720 KM, który pozwala rozpędzić auto od 0 do 100 km/h w czasie 2,9 sekundy, natomiast prędkość maksymalna to 350 km/h. Oprócz delikatnie wzmocnionego silnika model o długiej nazwie został pomalowany na jasny, żółty kolor o dźwięcznej nazwie Giallo Maggio, co w wolnym tłumaczeniu oznacza „Żółty Maj”. Oprócz tego nie zabrakło licznych dodatków, takich jak powiększony splitter, spojler, dyfuzor, panele boczne.etc.

### LP750-4 SuperVeloce
Lamborghini Aventador LP750-4 SuperVeloce został zaprezentowany w marcu 2015 roku podczas salonu motoryzacyjnego w Genewie. Od wersji LP700-4 różni się mocą silnika, która wynosi 750 KM. Poprzez zastosowanie włókien węglowych udało się zredukować masę do 1575 kg (z 1625 kg w model LP700-4). Zmianie uległa również stylistyka nadwozia - zmieniony został przedni splitter, zmodyfikowano dyfuzor, zamontowano spoiler, węglowo-ceramiczne hamulce oraz lżejsze felgi. Wszystkie zmiany skróciły czas przyspieszenia 0–100 km/h z 2,9 sekundy w wersji LP700-4 do 2,8 sekundy. Prędkość maksymalna wciąż utrzymana jest na poziomie 350 km/h, lecz siła docisku wzrosła o 180%. Powstało 600 egzemplarzy wersji coupé. Sugerowana cena to 327 190 euro w Europie.